# Junonia nirei
Junonia nirei är en fjärilsart som beskrevs av Teiso Esaki och Nakahara 1930. Junonia nirei ingår i släktet Junonia och familjen praktfjärilar. Inga underarter finns listade i Catalogue of Life.